# Scelio pakistanicus
Scelio pakistanicus är en stekelart som beskrevs av Mahmood et al. 1988. Scelio pakistanicus ingår i släktet Scelio och familjen Scelionidae. Inga underarter finns listade i Catalogue of Life.